# Релігія на Коморських Островах

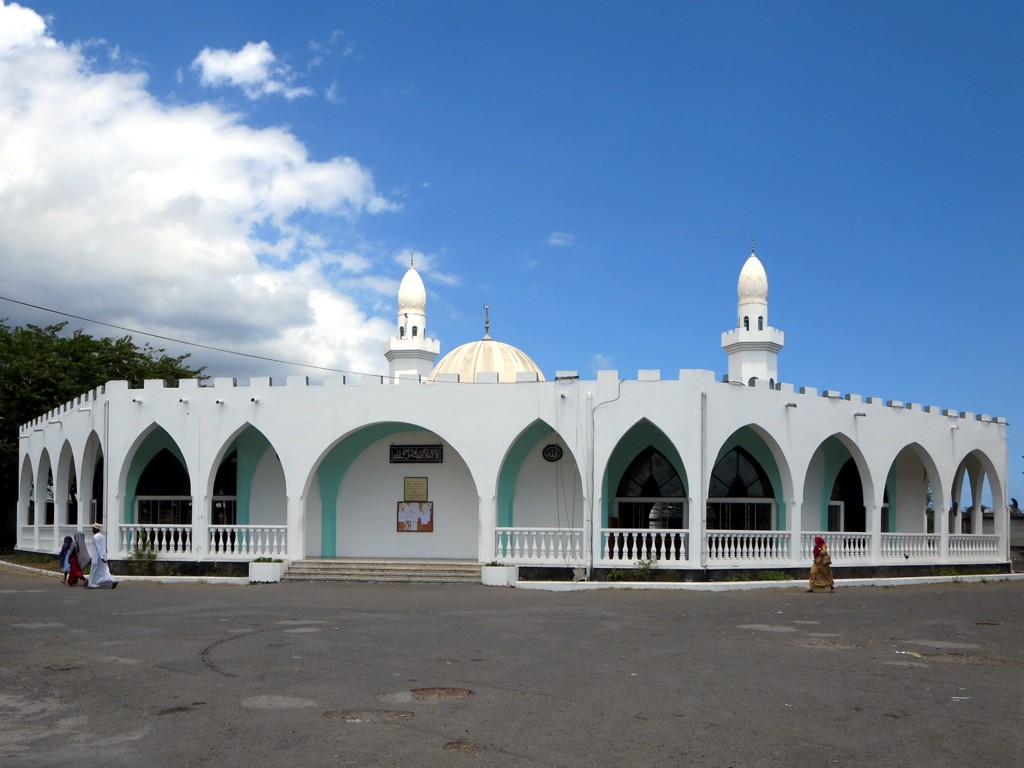
Мечеть на Коморах

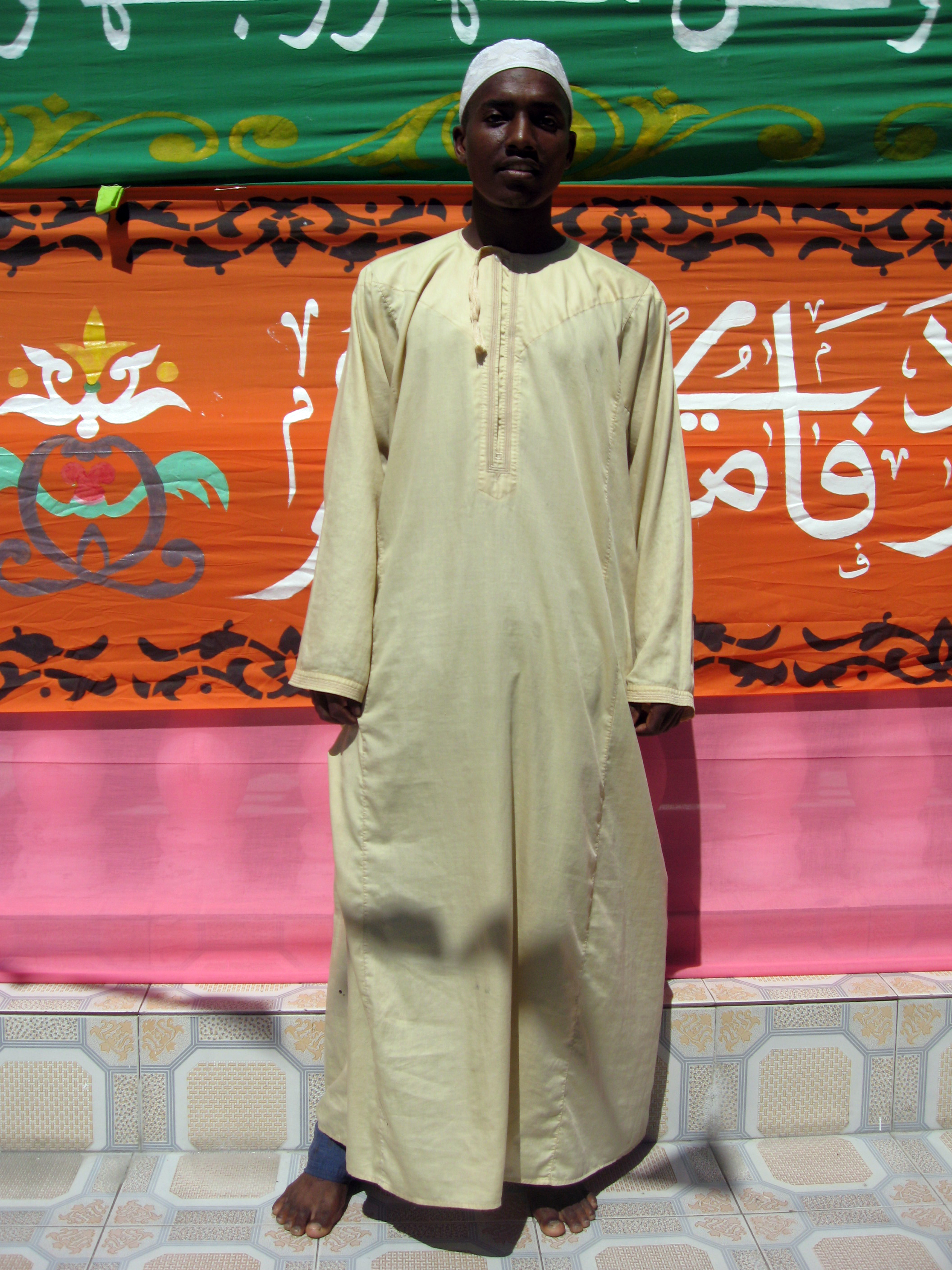
Коморець у традиційному мусульманському одязі.

Релігія на Коморських островах - сукупність релігійних вірувань, властивих народам Союзу Коморських островів . Переважаючою релігією на Коморських островах є іслам. Є невелика кількість шиїтів, а також християн, переважно французів та малагасійців. Хоча конституція в редакції 2018 року вилучила термін "державна релігія" з конституції 2009 року, заявивши, що суннітський іслам є джерелом національної ідентичності. Закон 2008 року, оприлюднений у січні 2013 року, поставив поза законом практику інших форм ісламу в країні   . Розповсюдження неісламських релігій заборонено  .
Розподіл релігій на Коморських Островах на 2010 рік за даними : іслам 98%, християнство 2%. 

## Історія

### Іслам
За місцевою легендою, іслам з'явився на Коморських Островах в VII столітті завдяки Мецві Мвіндзе, правителем Мбуде на Нгазіджі, і Мухаммадом ібн Усманом, сином Усмана ібн Аффана, які відвідали Мекку ще за життя пророка Мухаммеда . Їхні могили знаходяться в Нцавені, столиці Мбуді  . 
Оскільки Коморські Острови брали активну участь у торгівлі в Індійському океані мусульманські купці з інших країн також сприяли поширенню ісламу на островах у IX-X століттях. Можливо, що саме в цей час більшість корінних коморців прийняли іслам  
За часів, коли острови були колонією, французи не намагалися витіснити ісламські звичаї, а навпаки намагалися поважати норми шаріату  .
Іслам є основною релігією на Коморських островах. За оцінкою Державного департаменту США на 2006 рік, приблизно 98% населення Коморських островів - мусульмани  . Майже усі мусульмани на Коморських островах є сунітами, які належать до шафіїтського масхабу . Більшість прихильників - араби або суахілі, але є також люди індійського, переважно гуджаратського походження.
Коморці сумлінно дотримуються релігійних обрядів і суворо дотримуються релігійної ортодоксальності. Також дотримуються всіх мусульманських свят, включаючи Ід аль-Адха, Мухаррам, Ашура, Мавлід, Лейлат аль-Мірадж і Рамадан. Мавлід відзначений торжествами, кульмінацією яких є бенкет, приготований для улемів . Коморці часто звертаються до мвалімусів, фунді та марабутів за зціленням та захистом від джинів .
На Коморських островах сотні мечетей, а також багато медресе. Усі хлопчики ходять до мусульманських шкіл протягом двох-трьох років, починаючи з п'ятирічного віку. Там вони вивчають арабську мову та основи ісламу.

### Християнство
У 2009 році приблизно 2% населення Коморських островів сповідували християнство, в основному католицизм   . У 2020 році цей показник становив 0,5% (3,8 тисячі віруючих). В 2000 на Коморських островах діяло 13 християнських церков і місць для богослужіннь, які належать 9 різним християнським деномінаціям  .